# Burweg
Burweg è un comune di 1.012 abitanti della Bassa Sassonia, in Germania. Appartiene al circondario di Stade ed è parte della Samtgemeinde Oldendorf-Himmelpforten.